# Beres Hammond

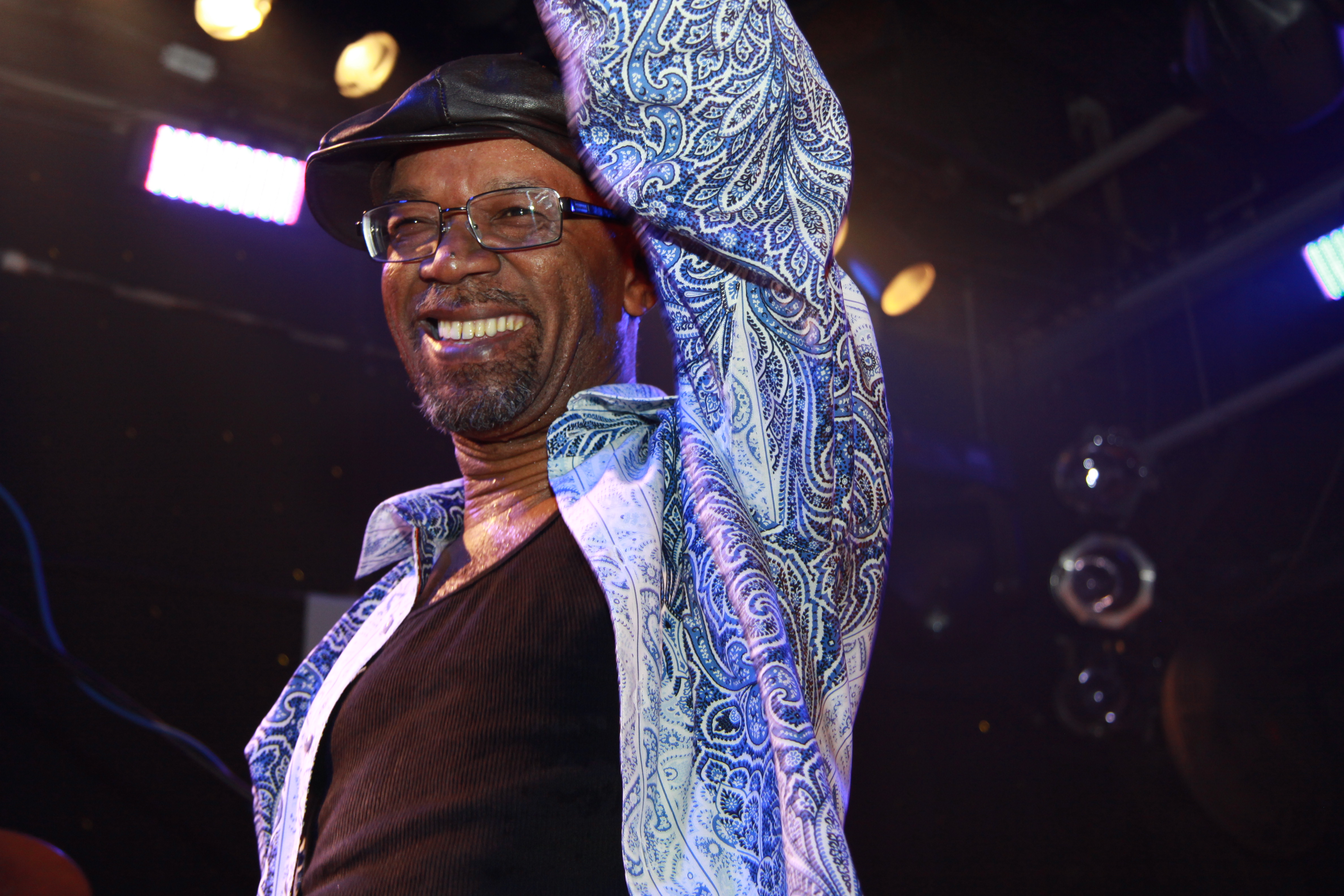
Beres Hammond beim U.S.A.(2013)

Beres Hammond (* 28. August 1955) ist ein jamaikanischer Sänger und Musikproduzent.

## Leben
Hammond begann seine Karriere als Sänger Mitte der 1970er Jahre bei der Band Zap Pow. 1987 floh er aus politischen Gründen in die USA. Er kehrte Ende der 1980er nach Jamaika zurück und hatte seinen Durchbruch auf dem Sleng Teng Riddim (produziert von King Jammy, erster Digital-Riddim). Als Begründer der Harmony House Music produziert er zahlreiche Songs mit allen Größen der jamaikanischen Musikszene.

## „Big Tunes“
- What one dance can do
- She loves me now
- Rockaway
- Tempted To Touch
- Peace Cry  feat. Junior Kelly, Bounty Killer
- Putting up a resistance
- Can’t Stop A Man
- Come Down Father
- They Gonna Talk

## Diskografie
- Just a Man (1979), VP Records[1]
- Can’t Stop A Man
- Music is Life
- A Day In The Life
- Reggae Max
- Getting Stronger
- Lifetime
- Love From A Distance
- Putting up Resistance
- Just A Vibes
- In Control
- Soul Reggae
- Full Attention
- Sweetness
- Have A Nice Week-end
- Beres Hammond
- Love Affair
- Beres & Barrington Levy
- Collectors Edition